# Collsuspina
|  | Per a altres significats, vegeu «Joan Simon (bandoler)». |

Collsuspina és un poble i municipi de la comarca natural del Moianès, fins al 2015 adscrit administrativament a la d'Osona. Està situat al sud de la regió de l'Alt Ter.
Eclesiàsticament, pertany al Bisbat de Vic, i judicialment al Partit Judicial de Vic. També depèn de Vic des del punt de vista de l'administració d'Hisenda i del registre de la propietat.
Dins del Moianès, ocupa l'extrem nord-oriental.
Nasqué com un territori depenent de la parròquia de Sant Andreu de Tona, al voltant de la sufragània de Sant Cugat de Gavadons, però amb el pas del temps s'anà decantant cap a les relacions amb Moià, definitivament afermades amb la independència municipal de Tona.

## Etimologia
La població actual de Collsuspina es formà en el Coll de l'Espina, en el camí ral de Manresa a Vic. El coll rebia aquest nom perquè eren terres de la important masia de l'Espina, propera a llevant del coll. De la forma original, Coll s'Espina o Collsespina, es passa a la forma actual per dissimilació.
Hi ha la teoria que el nom també pot provenir de que el Coll de la Pullosa era el punt més alt entre la ruta de Girona-Vic-Manresa, i que les tropes franceses en deien el Coll Sa Cima

## Geografia
- Llista de topònims de Collsuspina (Orografia: muntanyes, serres, collades, indrets..; hidrografia: rius, fonts...; edificis: cases, masies, esglésies, etc).

Termes limítrofs:
|            | Muntanyola | Tona    |
| Moià       |            | Balenyà |
| Castellcir | Castellcir |         |

### Perímetre del terme municipal
Comença aquesta descripció en el punt de trobada dels termes de Moià, Collsuspina i Castellcir, a la Serra de Santa Coloma, a l'extrem sud-oest del terme de Collsuspina.

#### Termenal amb Moià

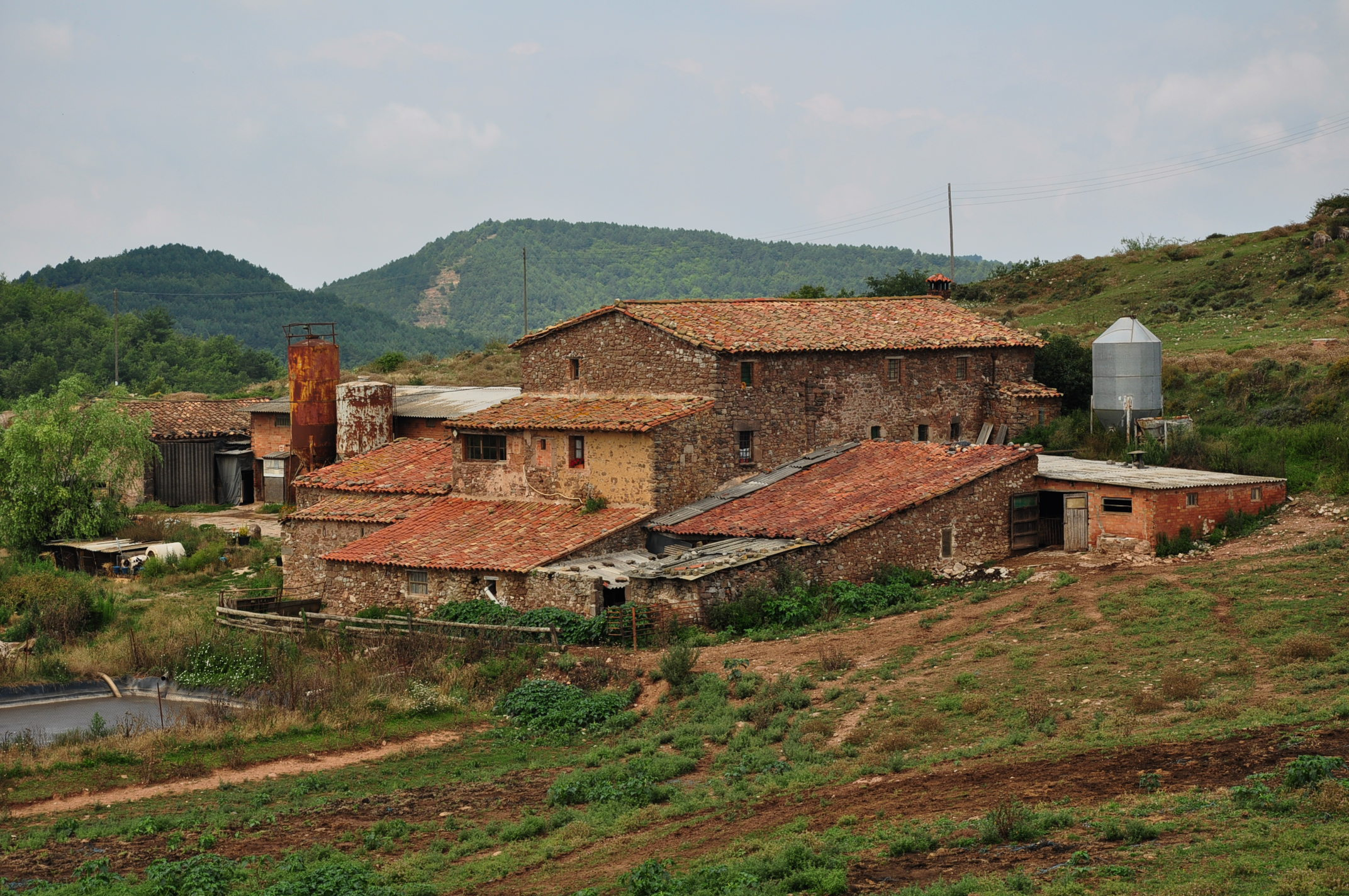
Granja aïllada : Mas Bellver

El terme municipal de Collsuspina

Des de la Serra de Santa Coloma, aquesta línia de terme segueix un tram de la serra cap al nord-est, fins que, al nord-est de Feixadella, trenca cap al nord-oest baixant cap al torrent de l'Espina; quan el troba, el segueix cap al sud-oest fins que troba un torrent afluent per la dreta, al sud-est de la masia de Puig-antic. Des d'aquest lloc s'enfila cap al nord-oest, passa pel costat mateix de llevant de Puig-antic, fins que se situa dalt de la carena, al nord de la masia esmentada. Des d'aquest lloc s'adreça cap al nord-est travessant els Plans de l'Espinoi, fins que arriba a uns 200 metres al sud-oest de les Granges de l'Espinoi; en aquest lloc, torç cap al nord-oest, i va a cercar el torrent de la Griolera. La línia de terme passa pel costat de llevant del torrent, deixant al nord-est Can Pedrós i el Pla Violer i al sud-oest el Gomar i Santa Eugènia del Gomar, fins que troba l'afluència en aquest torrent del torrent de Picanyol.
En aquest lloc, el termenal abandona la llera del torrent, girant cap al nord-oest, travessa la carretera N-141c justament per la fita quilomètrica 33, i puja cap a la Muntanya del Pol, deixant al nord-est la masia de Ca l'Escanya i el Raval Picanyol. Un cop dalt de la muntanya esmentada, el termenal hi fa tota la volta pel sud i l'oest, resseguint la cota 1000, aproximadament, i pujant al cim del Parany, fent una doble giragonsa per tal d'acabar emprenent cap al nord, fins que puja dalt de la carena de la muntanya esmentada, seguint-la cap al Coll de Palau. Continua per la mateixa carena, cap al Collet de Bolederes, deixant a llevant la masia d'Armadans i a ponent la de Cal Cendresa, en ruïnes, i la de Bolederes.
Del Collet de Bolederes continua cap al nord, travessant el Serrat de la Baga de Noalard, la carena nord del qual ressegueix, fins a arribar al torrent del Soler, a ponent dels Plans de la Coromina i al sud-est de la Serra de Sant Joan, on hi ha el límit entre Moià, Collsuspina i Muntanyola.
És un recorregut de quasi 8 quilòmetres, que deixa en el terme de Moià les terres dels Plans del Toll, Puig-antic, el Gomar, la Torre de Casanova, les Cases de Ferrerons, Cal Cendresa, Bolederes i la Guantera, i en el de Collsuspina, l'Espinoi, Can Pedrós, Ca l'Escanya, Armadans, el Mas Noalard i la Caseta de Vilafort.

#### Termenal amb Muntanyola
La línia divisòria de Collsuspina i Muntanyola segueix aigües avall el torrent del Soler, deixant a ponent la Serra de Sant Joan i la Costa de Moià, fins que aquest torrent s'aboca en el torrent de Terradelles, just a migdia de les masies de Tresserra i Vilafort. En aquest lloc el termenal trenca cap a llevant, lleugerament decantat cap a migdia, i segueix tot el torrent de Terradelles, fins a la capçalera del torrent, deixant a migdia la Baga de la Caseta i al nord la urbanització de Fontanelles.
Al capdamunt de la capçalera del torrent, arriba al cim més elevat de la Carena de Sobirana, al nord de l'Alzina del Solà i al sud de la urbanització esmentada. En aquest punt el termenal es decanta cap al nord-est, i progressivament cap al nord, fins que arriba a un coll de 892,8 metres d'altitud, a l'extrem sud-oest del Serrat de Font Joana, al nord del Pla del Vent, on es troben els termes municipals de Collsuspina, Muntanyola i Tona.
Són poc més de 3,5 quilòmetres de recorregut entre terres de la Caseta de Vilafort, el Mas Miravalls, el Solà i els Munts, en terme de Collsuspina, i de Tresserra, Vilafort, Fontanelles i Sobirana, pel costat del terme de Muntanyola.

#### Termenal amb Tona
Des del Serrat de Font Joana, anteriorment descrit, el termenal entre Collsuspina i Tona davalla cap al sud-sud-est en línia recta fins que troba el torrent de Sant Cugat, a prop i al nord-est de Boldrons; des d'aquest lloc, continua cap al sud-sud-oest seguint un torrent, aigües amunt, a llevant de la masia esmentada, fins que assoleix un collet situat al sud de Boldrons i a llevant de Can Regàs, des del qual continua altre cop cap al sud-sud-est, travessa el torrent de Güells i s'enfila cap a la serreta situada a llevant de Telledes de l'Oller. Segueix aquesta serreta fins a l'extrem de llevant, i emprèn cap al sud-est, travessant tres cops la carretera N-141c a l'alçada del punt quilomètric 39, al nord de Floriac. Tot seguit, també al nord-est d'aquesta masia, es troba la fita tritermenal entre Collsuspina, Tona i Balenyà, en el punt de trobada de dos torrents.
Són 3,2 quilòmetres de termenal, quasi sempre seguint línies rectes, que discorre per terres dels Munts, Boldrons, Can Regàs, el Camp i Floriac, pel cantó de Collsuspina, i Vall-llobera, Colldarnau, Güells i Serrarols, per la banda de Tona.

#### Termenal amb Balenyà
Des d'aquest punt, el termenal passa pel costat de llevant de Floriac i s'enfila per la Costa del Garet cap al Pla del Garet, a la part superior de la cinglera que hi ha en aquest lloc. Travessa la carretera N-141c pel punt quilomètric 37,5, i arriba a l'extrem de llevant del pla esmentat, on hi ha la masia del Garet. Passa enmig de les construccions de la masia, deixant la casa principal al costat de Tona i les altres dependències, en el de Collsuspina. Des d'aquest lloc s'adreça, sempre cap al sud-sud-est, cap a prop del Coll de la Pullosa, prop de la fita quilomètrica 36, i puja cap a la Collada, a ponent del cim del Castellar, i des d'allà segueix aigües avall el torrent del Soler, fins al punt que, al nord-est del Bonifet i al sud-oest del Soler de l'Espina, arriba al triterme entre Collsuspina, Balenyà i Castellcir.
És una línia de 5 quilòmetres, que passa per terres de Floriac, el Garet, Can Jordà i l'Espina, pel costat de Collsuspina, i Can Barbat, la Collada, Mirambell i el Soler de l'Espina, pel de Balenyà.

#### Termenal amb Castellcir
Des del punt anterior al torrent del Soler, el termenal amb Collsuspina és ben curt: poc menys de 600 metres en línia recta entre el torrent i la carena de la Serra de Santa Coloma, on es troben els termes de Castellcir, Collsuspina i Moià, on ha començat la descripció del perímetre del terme municipal. Pel costat de Castellcir es tracta de terres del Bonifet, i per les de Collsuspina, terres de l'Espina.

### Les unitats del territori
- Collsuspina
- Les Casetes
- Raval Picanyol

#### Collsuspina
| Entitat de població | Habitants (2023) |
| Collsuspina         | 227              |
| Raval Picanyol      | 140              |
| les Casetes         | 20               |
| Font: Idescat       |                  |

## Orografia
- Turó de Bellver 1.041,5 m.[1] 41° 50′ 49.77″ N, 2° 10′ 17.09″ E / 41.8471583°N,2.1714139°E (vèrtex geodèsic 289104001)[2]

## Història

### Edat contemporània

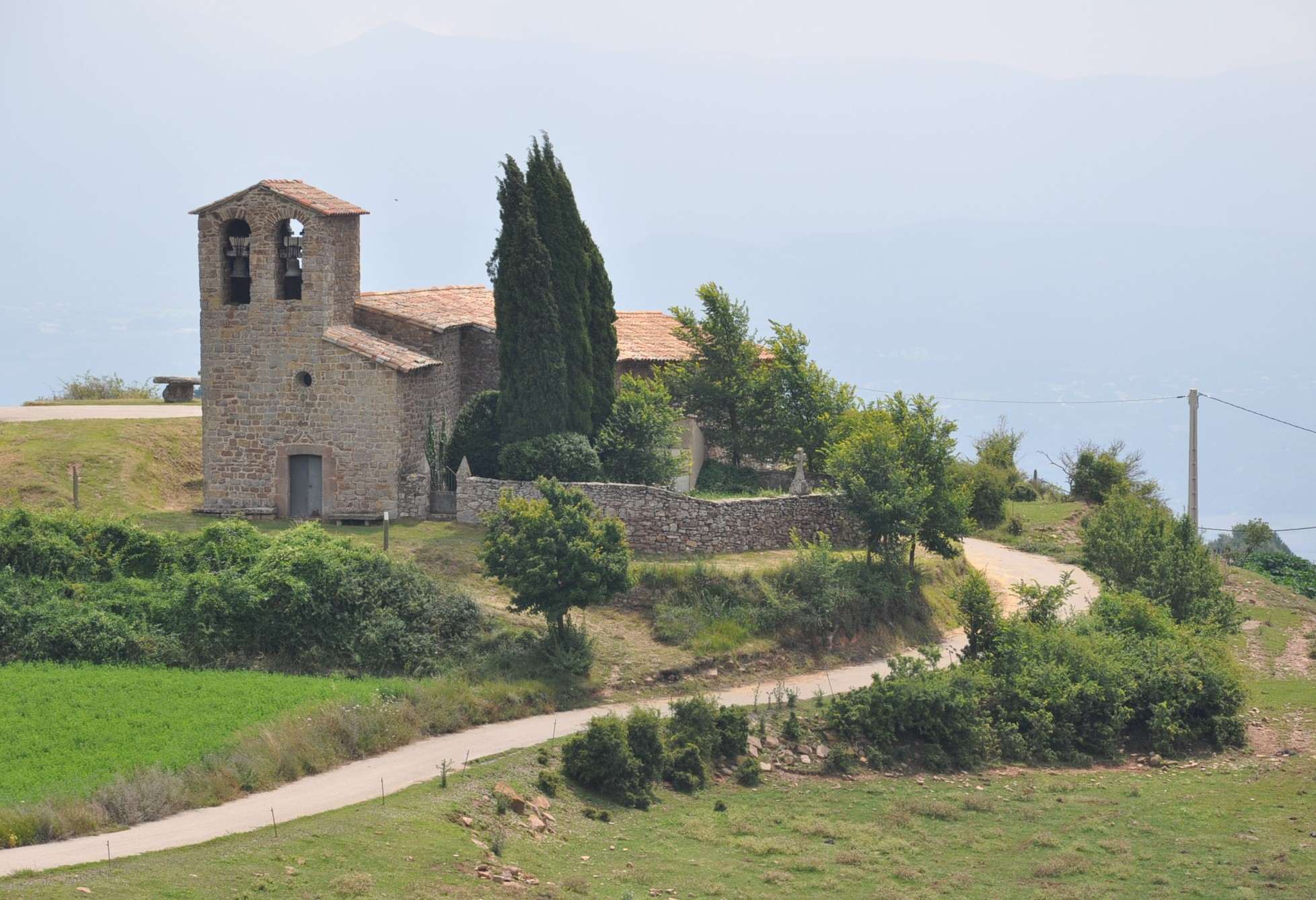
L'església Sant Cugat de Gavadons.

S'inaugura l'edat contemporània, a Collsuspina, amb una acció militar rellevant. El 2 de febrer del 1810 els sometents locals i el Comte de la Bisbal contra els exèrcits napoleònics en aquest poble, que valgueren l'ascens del de la Bisbal de general de divisió a general en cap de l'exèrcit al Principat de Catalunya. A més, Collsuspina era una de les zones preferides pels sometents per fustigar els exèrcits francesos que circulaven pel Congost i la Plana de Vic.
Pascual Madoz parla de Collsespina (vulgo Collsuspina) en el seu Diccionario geográfico... del 1845. S'hi refereix dient que està situat a l'alta serra del seu nom, a la lliure influència dels vents; el clima és fred i humit, però sa. Tenia 40 cases formant carrer i 24 de rurals. Fa referència a l'antiga església de Sant Cugat de Gavadons, que fou una de les set primeres parròquies de Catalunya. El terme, independent des del 1841, compta amb dues fonts abundants. El terme era muntanyós, pedregós i de secà. Creuava el terme el camí ral de Manresa a Vic. La producció era sobretot de blat, civada, blat de moro, llegums i patates. Hi era molt apreciat el formatge, però se'n feia poc, per la manca de bestiar.
A la Geografia General de Catalunya dirigida per Francesc Carreras i Candi i publicada el 1910, Cels Gomis, encarregat del volum dedicat a la província de Barcelona, dedica un apartat a Collsuspina o Collsespina, que inclou en el partit judicial de Vic, on és encara avui dia. S'hi pot llegir que reuneix 45 cases, amb 164 habitants de fet i 163 de dret. Esmenta el raval de les Casetes, Sant Cugat de Gavadons i 29 cases més escampades pel terme. En total parla de 86 edificis, amb 361 habitants de fet i 359 de dret. A part de l'església parroquial i de la de Sant Cugat de Gavadons, tenia una escola mixta, dos hostals i tartana per a anar a Vic. S'hi celebrava la Festa Major el tercer diumenge de setembre. Diu, textualment, que tota la seua industria cinsisteix en la fabricació de formatges tendres, que tenen molta anomenada. Com Madoz, diu que el terme és muntanyós, de clima fred i sa, amb abundor d'aigua. S'hi produeix blat, civada, blat de moro, llegums i patates, que tenen molta fama. Acaba dient que era poble reialenc.

#### L'Ajuntament

##### Alcaldes
- Jaume Tarter i Creus (1979 -1991, tres legislatures)
- Carles Serra Badosa (1991 -1995, una legislatura)
- Josep Maria Valldeoriola i Freixanet (1995 - 2003, dues legislatures)
- Lluís Mas i Capdevila (2003 - 2007, una legislatura)
- Josep Maria Girvent i Pujadas (2007 - 2011, una legislatura)
- Oriol Batlló i Farriol (2011 - 2023, tres legislatures).
- Laia Oller Sampé (2023 - ...)

##### Regidors
Des del 1979, Collsuspina ha tingut els regidors següents: Oriol Batlló Farriol, Ernest Cabanas Badosa, Maria Isabel Calle Marcé, Emília Cànovas Tamayo, José Carrillo Fuentes, Ramon Casanovas Riera, Jordi Circuns i Puigrodon, Elisabet Ciuró i Duran, Albert Ciuró Torras, Josep Maria Comellas Santamaria, Marc Costa Lladó, Jaume Font Viñas, Josep Maria Girvent Pujadas, Montserrat Homs Valldeoriola, Lluís Mas Capdevila, Josep Oller Altimir, Josep Oller Auseller, Eloi Oller Olivares, Albert Petitbò Abad, Josep Petitbò Trabal, Eva Sánchez Martínez, Carles Serra Badosa, Joan Serra Badosa, Pere Serra Badosa, Roser Serracarbassa Prat, Jaume Tarter Creus, Marta Tarter Homs, Xavier Tarter Homs, Frederic Tobella Mañé, Sofia Torras i del Olmo, Pere Torras Molas, Josep Maria Valldeoriola Freixanet, Joan Vendrell Ros i Núria Vilaseca Closa.

##### Legislatura2015-2019
| Candidatura | Candidatura | Cap de llista          | Vots | Regidors | % vots |
| ----------- | ----------- | ---------------------- | ---- | -------- | ------ |
|             | AC-AM       | Oriol Batlló i Farriol | 115  | 7        | 74,19  |
| Total       | Total       | 160                    | 160  | 7        |        |

- Oriol Batlló i Farriol (AC-AM), alcalde
- Eloi Oller i Olivares (AC-AM), regidor
- Marta Tarter i Homs (AC-AM), regidora.
- Jordi Circuns i Puigrodon (AC-AM), regidor
- Sofia Torres i del Olmo (AC-AM), regidora
- Núria Vilaseca i Closa (AC-AM), regidor
- Elisabet Ciuró i Duran (AC-AM), regidora

## Demografia
| 1497 f | 1515 f | 1553 f | 1717 | 1787 | 1857 | 1877 | 1887 | 1900 | 1910 |
| ------ | ------ | ------ | ---- | ---- | ---- | ---- | ---- | ---- | ---- |
| -      | -      | 15     | -    | -    | 447  | 391  | 370  | 361  | 395  |

| 1920 | 1930 | 1940 | 1950 | 1960 | 1970 | 1981 | 1990 | 1992 | 1994 |
| ---- | ---- | ---- | ---- | ---- | ---- | ---- | ---- | ---- | ---- |
| 404  | 415  | 383  | 336  | 295  | 240  | 350  | 217  | 217  | 217  |

| 1996 | 1998 | 2000 | 2002 | 2004 | 2006 | 2008 | 2010 | 2012 | 2014 |
| ---- | ---- | ---- | ---- | ---- | ---- | ---- | ---- | ---- | ---- |
| 246  | 262  | 254  | 273  | 296  | 316  | 334  | 347  | 347  | 338  |

| 2016 | 2018 | 2020 | 2022 | 2024 | 2026 | 2028 | 2030 | 2032 | 2034 |
| ---- | ---- | ---- | ---- | ---- | ---- | ---- | ---- | ---- | ---- |
| 349  | 339  | 359  | 398  | 389  | -    | -    | -    | -    | -    |